# Johannes Friedrich (gammelkatolik)
 For alternative betydninger, se Johannes Friedrich. (Se også artikler, som begynder med Johannes Friedrich)
Johannes Friedrich (født 5. maj 1836 i Poxdorf, død 19. august 1917 i München) var en tysk teolog.
Hans virksomhed er knyttet til München, hvor han blev præst 1859 og ekstraordinær professor 1865. Da det vatikanske kirkemøde 1869—70 stundede til, blev han, der som Döllingers lærling var en stærk modstander af ufejlbarhedsdogmet, sendt til Rom.
Hans Tagebuch, geführt während des vatikanischen Konzils (2. oplag 1873) er en af de vigtigste kilder til kirkemødets historie. Da nu Friedrich vægrede sig ved at anerkende det ny dogme om pavens ufejlbarhed, blev han 17. april 1871 ekskommuniceret tillige med Döllinger.
Han deltog nu ivrig i den gammelkatolske bevægelse, var med til at grunde det gammelkatolske teologiske fakultet i Bern 1874, men blev omsider af det ultramontane parti trængt ud af sin stilling i Münchens teologiske fakultet og måtte flyttes over i det filosofiske.
Blandt hans talrige skrifter månævnes: Documenta ad illustrandum concilium Vaticanum (2 bind, 1871), Kirchengeschichte Deutschlands (2 bind, 1867—69), Geschichte des vatikanischen Konzils (3 bind, 1877—87), Ignaz von Döllinger (3 bind, 1899-1901).